# Austrozephyrus borneana
Austrozephyrus borneana är en fjärilsart som beskrevs av Henry Maurice Pendlebury 1939. Austrozephyrus borneana ingår i släktet Austrozephyrus och familjen juvelvingar. Inga underarter finns listade i Catalogue of Life.